# 基科里縣
7°24′32″S 144°14′17″E / 7.409°S 144.238°E
基科里縣（英語：Kikori District），是巴布亞新畿內亞的縣份之一，位於新畿內亞島東南部，由海灣省負責管轄，首府設於基科里，面積27,154平方公里，2011年人口50,966，人口密度每平方公里1.9人。